# Challenger Coquimbo 2023
Il Challenger Coquimbo 2023, noto anche come Challenger Dove Men+Care Coquimbo è stato un torneo maschile di tennis giocato sulla terra rossa. È stata la 3ª edizione del torneo, facente parte della categoria Challenger 50 nell'ambito dell'ATP Challenger Tour 2023. Si è giocato al Club de Tenis de Coquimbo di Coquimbo, in Cile, dall'1 al 6 maggio 2023.

## Partecipanti

### Teste di serie
| Nazionalità     | Giocatore                     | Ranking* | Testa di serie |
| --------------- | ----------------------------- | -------- | -------------- |
| Rep. Dominicana | Nick Hardt                    | 220      | 1              |
| Brasile         | Thiago Seyboth Wild           | 226      | 2              |
| Argentina       | Santiago Fa Rodríguez Taverna | 233      | 3              |
| Argentina       | Francisco Comesaña            | 249      | 4              |
| Argentina       | Hernán Casanova               | 251      | 5              |
| Argentina       | Juan Bautista Torres          | 259      | 6              |
| Argentina       | Román Andrés Burruchaga       | 262      | 7              |
| Brasile         | João Lucas Reis da Silva      | 282      | 8              |

* Ranking al 24 aprile 2023.

### Altri partecipanti
I seguenti giocatori hanno ricevuto una wild card per il tabellone principale:
- Daniel Antonio Núñez
- Thiago Seyboth Wild
- Nicolás Villalón

I seguenti giocatori sono entrati in tabellone come alternate:
- Leonardo Aboian

I seguenti giocatori sono passati dalle qualificazioni:
- Ignacio Monzón
- Arklon Huertas del Pino
- Alex Barrena
- Mateus Alves
- Conner Huertas del Pino
- Santiago de la Fuente

## Punti e montepremi
| Torneo    | Torneo              | V     | F     | SF    | QF    | 2T  | 1T  | Q | Q2  | Q1  |
| Singolare | Punti               | 50    | 30    | 17    | 9     | 4   | 0   | 3 | 1   | 0   |
| Singolare | Premi in denaro ($) | 5,500 | 3,260 | 1,900 | 1,120 | 660 | 395 | – | 215 | 125 |
| Doppio    | Punti               | 50    | 30    | 17    | 9     | –   | 0   | – | –   | –   |
| Doppio    | Premi in denaro ($) | 2,130 | 1,250 | 745   | 435   | –   | 245 | – | –   | –   |

## Campioni

### Singolare
Matheus Pucinelli de Almeida ha sconfitto in finale  João Lucas Reis da Silva con il punteggio di 7–6(1), 6(4)–7, 6–4.

### Doppio
Valerio Aboian /  Murkel Dellien hanno sconfitto in finale  Tomás Farjat /  Facundo Juárez con il punteggio di 7–6(4), 6–0.